# Bataille de Xiapi
guerres de la fin de la dynastie Han
La bataille de Xiapi, (chinois simplifié : 下邳之战 ; chinois traditionnel : 下邳之戰 ; pinyin : Xiàpī Zhī Zhàn), oppose l'armée de Lü Bu à l'alliance des armées de Cao Cao et Liu Bei, durant l’hiver 198, pendant la fin de la dynastie Han. La bataille s'achève par la victoire de Cao Cao et Liu Bei.

## Situation avant la bataille
En 194, tandis que Cao Cao est en train d'attaquer Tao Qian dans la province de Xu, ses subordonnés Chen Gong et Zhang Miao (en) se rebellent contre lui et aident Lü Bu à prendre le contrôle de la Province de Yan, qui est une base stratégique très importante pour Cao. Ce dernier abandonne son invasion de la Province de Xu et fait demi-tour pour attaquer Lü Bu, ce qui aboutit à la bataille de la province de Yan qui dure plus de 100 jours. En 195, Cao Cao a repris toutes les villes de la Province de Yan et défait Lü Bu à Juye. Lü Bu et ses hommes s'enfuient vers l'est pour rejoindre Liu Bei, qui a succédé à Tao Qian comme gouverneur (州牧) de la Province de Xu.
En 196, Cao Cao va chercher L’empereur Han Xiandi dans les ruines de Luoyang et l’amène à Xuchang, qui devient la nouvelle capitale et le siège de la Cour impériale. La même année, Lü Bu profite du conflit entre Liu Bei et Yuan Shu pour capturer Xiapi (ce qui correspond actuellement à Pizhou, Jiangsu), la capitale de la Province de Xu, et ravir à Liu Bei le contrôle de la province. Obligé d’abandonner son poste de gouverneur de la Province de Xu à Lü Bu, Liu Bei part s’installer dans la ville voisine de Xiaopei. Peu de temps après, Lü Bu se sent menacé par la présence de Liu et l'attaque. Vaincu, Liu Bei n’a pas d'autre choix que de rejoindre Cao Cao. Ce dernier fournit du ravitaillement à Liu Bei et l’envoie en garnison à Xiaopei.
En 197, les trois provinces de Ji, Qing et Bing, toutes situées au nord du fleuve Jaune, sont contrôlées par Yuan Shao. Ce dernier écrit une lettre à Cao Cao où il l'interpelle d’un ton arrogant. Lorsque Cao Cao reçoit cette missive, il vient d'être battu par Zhang Xiu à la bataille de Wancheng. Très énervé par cette lettre, Cao Cao se sent également menacé par l’influence croissante de Yuan Shao en Chine du Nord et prend la décision d'attaquer ce dernier. Estimant que son armée est moins puissante que celle de son adversaire, il réunit ses stratèges pour Guo Jia et Xun Yu pour leur demander conseil. Ces derniers évaluent la situation et énumèrent les divers avantages que Cao Cao a sur Yuan Shao. Ils lui suggèrent également d’éliminer Lü Bu tant qu'Yuan Shao est en guerre avec Gongsun Zan, car il est possible que Bu et Shao s'allient pour l'attaquer. Cao Cao valide les conseils de ses stratèges et fait des préparatifs pour une campagne contre Lü Bu.

## La bataille

### Conflit entre Lü Bu et Yuan Shu
En 197, Yuan Shu s’auto-proclame empereur et envoie son représentant Han Yin auprès de Lü Bu pour arranger un mariage entre son fils et la fille de ce dernier. En agissant ainsi, Shu cherche à forger une alliance entre lui et Bu pour consolider la dynastie qu'il vient de fonder. Lü Bu commence par accepter la proposition et laisse sa fille partir avec Han Yin. Cependant, après quelques réflexions, il change d'avis, car il a encore une dent contre Yuan Shu qui l'a attaqué cinq ans auparavant. Suivant les conseils de Chen Gui, Lü Bu se lance à la poursuite du convoi, récupère sa fille, capture Han Yin et l’envoie à Xuchang, où il est exécuté sur ordre de Cao Cao. Cao nomme Lü Bu Général de la Gauche (左将军) et lui écrit personnellement une lettre pour le réconforter. Lü Bu envoie Chen Deng auprès de Cao Cao pour qu'il le remercie en son nom. Lorsque Chen arrive à Xuchang, il dit à Cao que Lü Bu est puissant mais pas très astucieux ; mais surtout qu'il n'est pas digne de confiance et doit être éliminé dès que possible. Cao Cao approuve Chen Deng et le nomme administrateur de Guangling, pour faire de lui un espion secrètement implanté au sein des forces de Lü Bu.
De son côté, Yuan Shu est fou de rage à la suite de la trahison de Lü Bu. Il envoie ses généraux Zhang Xun et Qiao Rui, à la tête d'une puissante armée, pour attaquer Xiapi depuis sept directions. Il s'allie pour l'occasion avec un groupe de hors-la-loi, les Bandits de la Vague Blanche, qui sont dirigés par Han Xian et Yang Feng. Lü Bu se retrouve dans une situation désavantageuse, avec seulement 3 000 hommes et 400 chevaux. Craignant de ne pas pouvoir résister à Yuan Shu, il blâme Chen Gui pour lui avoir donné un mauvais conseil. Chen Gui lui répond que, selon lui, Han Xian et Yang Feng ne sont pas véritablement fidèles à Yuan Shu et qu'il faut les convaincre de rompre leur alliance avec ce dernier. Ainsi, quand Lü Bu attaque les forces de Yuan Shu, Han Xian et Yang Feng font défection à ses côtés. L'armée de Zhang Xun et Qiao Rui est vaincue et Lü Bu les poursuit jusqu'à ce qu’ils arrivent au sud de la rivière Huai.

### Siège de Xiapi
En 198, Lü Bu fait à nouveau la paix avec Yuan Shu et envoie son général Gao Shun attaquer Liu Bei à Xiaopei. Cao Cao envoie Xiahou Dun avec une armée pour aider Liu Bei, mais il est vaincu par Gao Shun. Xiaopei tombe aux mains des forces de Lü Bu durant le neuvième mois lunaire et si Liu Bei réussit à s'échapper, ses épouses sont capturées.
À la suite de cela, Cao Cao lance officiellement sa campagne militaire contre Lü Bu. Quand l’armée de Cao Cao arrive à Pengcheng (ce qui correspond actuellement à Xuzhou, Jiangsu), Chen Gong exhorte Lü Bu pour qu'il attaque Cao, car les troupes de ce dernier sont fatiguées à cause de leur longue marche depuis Xuchang. Lü Bu, cependant, insiste pour rester à Xiapi et attendre l'arrivée de Cao Cao avant d’attaquer. Un mois plus tard, Cao Cao prend Pengcheng. Dans le même temps, Chen Deng fait défection au profit de Cao Cao et conduit ses hommes de Guangling à Xiapi. Lü Bu mène personnellement ses troupes pour affronter l’ennemi, mais il est vaincu et contraint de se retirer. Il revient à Xiapi et défend la ville, sans tenter de sortie.
Cao Cao écrit une lettre à Lü Bu pour lui expliquer à quel point sa situation est périlleuse. Lü Bu est effrayé par cette missive et décide de se rendre, mais Chen Gong l'en dissuade et estime que, comme l’armée de Cao Cao a parcouru une longue distance, elle ne serait pas en mesure de livrer une bataille prolongée. Chen Gong conseille à Lü Bu d'installer une partie de ses forces à l’extérieur de la ville, tandis que le reste demeurera avec lui à l’intérieur; afin que les deux corps d'armées puissent se soutenir mutuellement en cas d'attaque venant de plusieurs directions à la fois. Chen lui explique également que le meilleur moment pour attaquer les forces de Cao Cao sera dans un mois, lorsque les provisions de leur ennemi vont s'épuiser. Lü Bu accepte le plan et décide de laisser Chen Gong et Gao Shun défendre Xiapi, pendant qu'il prend la tête des soldats stationnés à l’extérieur de la ville. Toutefois, l’épouse de Lü Bu lui affirme que Chen Gong et Gao Shun n'arrivent pas à s'entendre entre eux, ce qui posera un problème lorsque Lü Bu ne sera plus là. Elle pense également que Chen Gong était mieux traité par Cao Cao avant qu'il fasse défection, par rapport à la manière dont Lü Bu le traite maintenant. Elle en déduit que Chen pourrait trahir Lü Bu. Lü Bu se range à l'avis de sa femme et abandonne le plan de Chen Gong.
Lü Bu envoie Wang Kai et Xu Si (許汜) demander des renforts à Yuan Shu, mais ce dernier refuse et rappelle aux envoyés la manière dont sa proposition de mariage a été rejetée auparavant. Kai et Si tentent de persuader Shu d'envoyer de l’aide malgré tout, affirmant que si Lü Bu est éliminé, Shu sera totalement isolé. Yuan Shu accepte l'idée d'envoyer des renforts, mais sans le faire immédiatement. De son côté, Lü Bu pense qu'Yuan Shu n’est pas disposé à l’aider à cause de l’incident de la proposition de mariage. IL décide donc d'escorter personnellement sa fille en dehors de Xiapi et de tenter de l'envoyer vers le territoire de Yuan Shu. Cependant, Lü Bu rencontre en dehors de la ville les troupes de Cao Cao et n'arrive pas à briser le siège, ce qui l'oblige à rebrousser chemin.
Les troupes de Cao Cao commencent à être fatiguées et démoralisées à cause de ce siège qui n'en finit pas, au point que Cao songe à se replier. Mais ses stratèges Guo Jia et Xun Yu le font changer d'avis, car ils pensent que le moral de l’armée de Lü Bu est encore plus faible après avoir subi tant de défaites et ils lui conseillent de renforcer le siège. Cao Cao ordonne alors à ses soldats de construire des digues pour détourner les eaux des rivières Yi et Si et inonder Xiapi. Après un mois d'inondation, Lü Bu est prêt à se rendre, mais Chen Gong l’arrête.

### La reddition de Lü Bu
Hou Cheng, un général de Lü Bu, trouve un homme pour l’aider à prendre en charge 15 chevaux, mais cet homme s’échappe avec les chevaux, en ayant l’intention de les donner à Liu Bei. Hou Cheng poursuit personnellement l’homme et récupère les chevaux. Les autres généraux félicitent Hou Cheng pour sa réussite. Pour fêter cela, Hou prépare des mets et du vin, qu'il présente à Lü Bu. Ce dernier devient furieux et lui dit : « J'ai interdit l’alcool, et maintenant vous préparez du vin. Envisagez-vous de m'enivrer et ensuite vous retourner contre moi ? » Effrayé, Hou Cheng décide durant le 12e mois lunaire de 198 de comploter avec Song Xian et Wei Xu pour capturer Chen Gong et Gao Shun, avant de se rendre à Cao Cao,,.
Lorsque Lü Bu entend parler de défection de Hou Cheng, il mène ses derniers hommes à la tour de la Porte Blanche, où il voit que les troupes de Cao Cao sont proches de lui. Il demande à ses hommes de le tuer et de porter sa tête à Cao Cao, ce qu'ils refusent de faire. Lü Bu décide alors de se rendre.

## Conséquences
Lü Bu et ses proches sont ligotés et emmenés devant Cao Cao et Liu Bei. Cao Cao demande à Gao Shun s'il a quelque chose à dire et face au silence de l'intéressé, il ordonne son exécution. Lü Bu se plaint que ses liens sont trop serrés, mais Cao Cao lui répond : "Un tigre doit être attaché étroitement". Lü Bu tente alors de persuader Cao Cao de l'épargner et lui promet de le servir. Pendant que Cao réfléchit, Liu Bei lui dit, "n'avez-vous pas vu ce qui est arrivé à Ding Yuan et Dong Zhuo ?". Après cette remarque, Cao Cao se frotte la mâchoire, pendant que Lü Bu vocifère contre Liu Bei, "Vous n'êtes pas une personne digne de foi !". D'après le Yingxiong Ji (英雄記), Cao Cao souhaite au départ épargner la vie de Lü Bu après que ce dernier se soit engagé à le servir. Cependant, Wang Bi (王必), le greffier de Cao Cao, arrête immédiatement son maitre et lui dit, "Lü Bu est un prisonnier de guerre redoutable. Ses subordonnés sont à proximité, il ne peut pas être épargné." Cao Cao dit alors à Lü Bu, "Je voulais vous épargner, mais mon greffier refuse. Alors, que dois-je faire ?".
Lorsque Cao Cao demande à Chen Gong "Que va-t-il arriver aux membres de votre famille ?", Chen laisse entendre que Cao devrait les épargner. Cao donne alors l'ordre d'épargner la famille de Chen et de bien les traiter,. Après ce geste de Cao, Chen Gong accepte son sort et se dirige vers le lieu de son exécution, sans regarder en arrière. Cao Cao est profondément attristé par la mort de Chen Gong, car il l'estimait et espérait le reprendre à son service. Cao Cao fait ensuite exécuter Lü Bu par pendaison. Il ordonne ensuite que les cadavres de Lü Bu et de ses proches soient décapités et que leurs têtes soient envoyés à Xuchang, avant d'y être enterrés dans un second temps.
Cao Cao accepte de prendre à ses côtés Zhang Liao, Chen Qun et d'autres personnes qui ont précédemment servi Lü Bu. Il nomme chacun d'entre eux à un poste de général ou de fonctionnaire sous ses ordres. D'autres chefs de guerre de moindre importance comme Zang Ba, Sun Guan (孫觀), Wu Dun (吳敦), Yin Li et Chang Xi (昌豨), qui s'étaient alliés à Lü Bu se rendent également à Cao Cao. Ce dernier accepte leurs redditions et les met à la tête de diverses commanderies situées le long du littoral.
Avec la fin de la bataille de Xiapi, Cao Cao a complètement éliminé la menace posée par Lü Bu. L’année suivante, Liu Bei brise son alliance avec Cao Cao et prend le contrôle de la Province de Xu, après avoir tué Che Zhou (車冑). Mais Cao Cao réagit rapidement, vainc Liu, qui s'enfuit et reprend le contrôle de la province. Avec Xu maintenant fermement sous son contrôle, Cao Cao n’a plus aucune menace directe sur les provinces de Yan et de Yu, qui sont le cœur de son territoire. Ces bases arrière sécurisées donneront un avantage à Cao Cao lors de la bataille de Guandu, durant laquelle il va affronter Yuan Shao, en l'an 200.

## Ordre de bataille
| - Cao Cao - Xun You - Guo Jia - Xiahou Dun - Han Hao - Liu Bei - Guan Yu - Zhang Fei | - Lü Bu (se rend) exécuté - Chen Gong, exécuté - Gao Shun, exécuté - Hou Cheng (se rend) - Song Xian (se rend) - Wei Xu (se rend) - Cheng Lian (成廉) |

## La bataille dans les œuvres de fiction
Cette bataille est racontée de manière romancée dans les chapitres 18 et 19 du roman historique Roman des Trois Royaumes de Luo Guanzhong. Certains événements fictifs ont été ajoutés, tandis que ceux qui ont réellement eut lieu ont été grandement modifiés pour obtenir un effet dramatique. Dans le roman, la bataille se déroule en deux étapes la première a eu lieu près de Xiaopei (小沛), ce qui correspond actuellement au Xian de Pei, dans la province du Jiangsu. Ce n'est que dans un deuxième temps que l'action se déplace à Xiapi (下邳), ce qui correspond actuellement a Pizhou dans la province du Jiangsu.
Parmi tous les événements cités dans le roman, les plus notables sont :

### Xiahou Dun perd son œil gauche
Cao Cao envoie Xiahou Dun conduire des renforts pour aider Liu Bei, qui est attaqué par Lü Bu à Xiaopei. Lorsque Xiahou Dun arrive, il rencontre l'armée de Lü Bu, qui est alors dirigée par Gao Shun. Il engage un duel avec Gao, qui dure 40-50 rounds. Épuisé, Gao Shun ne peut plus continuer le duel et se replie pendant que Xiahou Dun le poursuit. Cao Xing, un des généraux de Lü Bu, repère Xiahou Dun sur le champ de bataille et lui tire dessus avec une flèche. Touché à l'œil gauche, Xiahou Dun crie et retire la flèche avec son globe oculaire fiché au bout. Il s’exclame alors "(Ceci est) l’essence de mon père et le sang de ma mère, (il) ne doit pas être perdu !". Il avale son globe oculaire et charge Cao Xing. Xing, pris au dépourvu, est tué par Xiahou Dun, qui lui transperce la tête. Dans les deux camps, les soldats sont choqués par la scène qui se déroule devant eux.
Historicité
La biographie de Xiahou Dun dans le Sanguozhi mentionne brièvement que Xiahou Dun a participé à une bataille contre les forces de Lü Bu, durant laquelle il a été touché par une flèche perdue et a été blessé à son œil gauche. Cette biographie ne donne aucun autre détail. Le Weilüe mentionne qu’après l’incident, les soldats surnomment Xiahou Dun "Xiahou l'aveugle". Xiahou Dun déteste ce surnom et quand il a vu son reflet dans un miroir, il l'aurait brisé au sol.
La seule mention existante de Cao Xing dans les différents textes historiques se trouve dans le Yingxiong Ji (英雄記). Il y est écrit que lorsque Hao Meng se rebelle contre Lü Bu en 196, Cao Xing, un des subordonnés de Hao, refuse de suivre son supérieur dans sa rébellion. Meng Hao et Cao Xing se combattent et Cao finit par être blessé par Hao. À la fin, Cao réussit tout de même à couper le bras de Hao. Hao Meng finit par être tué par Gao Shun. Peu de temps après, Lü Bu loue Cao Xing la fidélité dont il a fait preuve.

### Défection de Hou Cheng
Cet incident a eu lieu alors que Lü Bu est assiégé par les forces de Cao Cao à Xiapi pendant des mois. Hou Cheng, un des généraux de Bu, réussit à récupérer 15 chevaux qui avaient été volés et les hommes de Lü Bu décident de célébrer l’événement. Hou Cheng craint que Lü Bu se mette en colère, car ce dernier avait déjà interdit à ses hommes de consommer de l’alcool. Pour amadouer son Seigneur, Hou lui offre cinq bouteilles de vin. Mauvaise idée, car Lü Bu est furieux et veut faire exécuter Hou Cheng. Song Xian, Xu Wei et d’autres se précipitent et plaident la cause de Hou auprès de Lü Bu. Lü Bu accepte de modifier sa sentence et condamne Hou Cheng à être fouetté 50 fois, avant de le libérer. Les hommes de Lü Bu sont tous bouleversés par l’incident. Peu après, Hou Cheng complote avec Song Xian et Wei Xu pour trahir Bu Lü. Cette nuit-là, Hou Cheng vole Lièvre Rouge, le cheval de Lü Bu et s’enfuit au camp de Cao Cao, à qui il expose leur plan.
Historicité
D'après le Sanguozhi, la discorde s'installe entre les hommes de Lü Bu trois mois après le début du siège de Xiapi par les forces de Cao Cao. Ses généraux Hou Cheng, Song Xian et Wei Xu capturent Chen Gong et s'enfuient avec leurs hommes pour se rendre à Cao Cao. Le Jiuzhou Chunqiu donne un compte-rendu des faits quasi similaire à l’histoire racontée dans le Roman des Trois Royaumes, la seule différence étant que Lü Bu ne fait pas fouetter Hou Cheng lorsque ce dernier lui offre du vin. Au lieu de cela, Hou Cheng prend peur après que Lü Bu se soit énervé et ait menacé de l’exécuter. Il jette alors le vin et retourne rejoindre les autres généraux. Peu après, il devient suspicieux à l'égard de Lü Bu et finit par se rendre à Cao Cao avec ses hommes. La biographie de Lü Bu dans le Houhanshu combine les contenus du Sanguozhi et du Jiuzhou Chunqiu. Selon ce qui y est écrit, Hou Cheng et d'autres généraux capturent Chen Gong et Gao Shun avant de se rendre à Cao Cao.

### les derniers moments de Lü Bu
Alors que Lü Bu se repose, Song Xian et Wei Xu le capturent et le ligotent. Ils jettent son ji par-dessus les murs de la ville et ouvrent les portes pour laisser entrer les troupes de Cao Cao. Lü Bu est emmené devant Cao Cao et se plaint que ses liens sont trop serrés, ce à quoi Cao Cao répond : "Un tigre doit être attaché étroitement". Lü Bu dit alors à Hou Cheng, Song Xian et Wei Xu : "Je vous ai tous bien traités, pourquoi me trahir ?". Song Xian lui répond : "écouter vos épouses et concubines et ignorer nos conseils. C'est cela que vous appelez « bien nous traiter » ? ". Lü Bu reste muet. Cao Cao donne alors l'ordre d'exécuter Gao Shun. Il veut épargner Chen Gong, mais ce dernier insiste sur le fait qu'il accepte son sort et il est lui aussi exécuté. Lü Bu tente de persuader Cao Cao de l'épargner, en lui disant qu’il est disposé à le servir et à l’aider à conquérir l’empire. Lorsque Cao Cao demande son opinion à Liu Bei, ce dernier lui répond : "n'avez-vous pas vu ce qui est arrivé à Ding Yuan et Dong Zhuo ?". Lü Bu dévisage Liu Bei et lui dit :"Vous n'êtes pas une personne digne de foiǃ". Alors qu'on entraîne Lü Bu à l'écart, il rebrousse chemin et crie à Liu Bei "Compagnon aux grandes oreilles ! Vous avez oublié la fois où j’ai tiré une flèche à travers mon ji ?". Cao Cao fait alors exécuter Lü Bu par pendaison et décapiter son cadavre.
Historicité
Selon le Sanguozhi, Lü Bu se rend lorsqu'il voit qu'il est totalement encerclé et n'a jamais été capturé et livré à Cao Cao par ses hommes. Les dernières paroles qu'il prononce face à Cao Cao et Liu Bei, quelques instants avant sa mort, sont semblables à celles mentionnées dans le Roman des Trois Royaumes. Cao Cao fait alors pendre Lü Bu, puis il ordonne que le cadavre de ce dernier soit décapité et que sa tête soit envoyée à Xuchang, la capitale, avant d'y être enterré. Selon la biographie de Lü Bu telle qu'elle est écrite dans le Houhanshu, lorsque ce dernier voit qu'il est totalement encerclé, il demande à ses hommes de le décapiter et d'aller se rendre à Cao Cao en lui amenant sa tête. Comme ses hommes refusent de le faire, il part avec eux pour se rendre à Cao Cao. Le reste du récit est similaire à celui du Sanguozhi et de ses annotations.

### La reddition de Zhang Liao
Lorsque Zhang Liao est capturé et amené devant Cao Cao après la bataille, il méprise Lü Bu pour son comportement lâche. À aucun moment, il ne donne l'impression d'avoir peur et fait même remarquer à Cao Cao qu'il est chanceux pour avoir survécu à l’incendie à Puyang. En parlant de cet incendie, Liao fait référence à une bataille antérieure durant laquelle Cao a failli être tué. Rendu furieux par une telle remarque, Cao Cao tire son épée et se prépare à tuer Zhang Liao. Guan Yu et Liu Bei l’arrêtent et plaident en faveur de Liao pour qu'il soit épargné, Guan Yu allant même jusqu'à se mettre à genoux. Cao Cao se met à rire, rengaine son épée et dit : "Je sais moi aussi que Wenyuan (le nom de courtoisie de Zhang Liao) est un homme fidèle et juste. J'étais juste en train de le tester." Après quoi, il libère personnellement Zhang Liao de ses liens, enlève son manteau pour le mettre sur les épaules de Liao et lui offre un siège. Zhang Liao est ému par la sincérité de Cao Cao et accepte de le rejoindre.
Historicité
Le Sanguozhi ne mentionne rien sur cet incident. Il dit tout simplement que Zhang Liao se rend à Cao Cao qui le nomme "Général de la Maison" (中郎將). À priori, la "Maison" à laquelle fait référence le titre de Liao est la Maison Impériale, soit la famille de l'Empereur. De plus, il l’anoblit en faisant de lui un "Marquis Secondaire" (關內侯). Enfin, rien dans les textes d'époque ne permet de savoir s'il a participé ou non à la bataille de Xiapi.